# Sadelnäbbsstork
Sadelnäbbsstork (Ephippiorhynchus senegalensis) är en afrikansk fågel som tillhör familjen storkar.

## Utseende
Sadelnäbbsstorken är en mycket stor fågel med ett uppseendeväckande utseende. Den är en av de allra största storkarna med en längd på 142 centimeter och en vingbredd på 2,4-2,7 meter. De mycket långa benen (tarslängd på upp till 36,5 centimeter) gör att den kan uppnå en höjd av en och en halv meter stående. Näbben är likaså mycket lång, 27-36 centimeter.
Fjäderdräkten är inte mindre ögoninfallande. Merparten av vingens och stjärtens ovansida är svart med purpurglans medan vingens och stjärtens undersidan och merparten av kroppen är vit. Dess långa hals är svart liksom huvudet. Den har en lång, kraftig och vass röd näbb med ett svart brett band runt om och en distinkt gul fläck på ovansidan av näbbasen. Dess ben är svarta med smutsröda tår och leder. Könen är lika men honan har ljusa gula ögon medan hanen har mörka. Hanen har även två små gula vårtor på näbbasen. Subadulta fåglar är gråare med en smutsröd och svart näbb. 
I flykten har arten ett karakteristiskt utseende genom sin vana att sänka näbben under bukens höjd. Fåglarna är helt tysta, förutom när den klapprar med näbben vid boet

## Utbredning och systematik

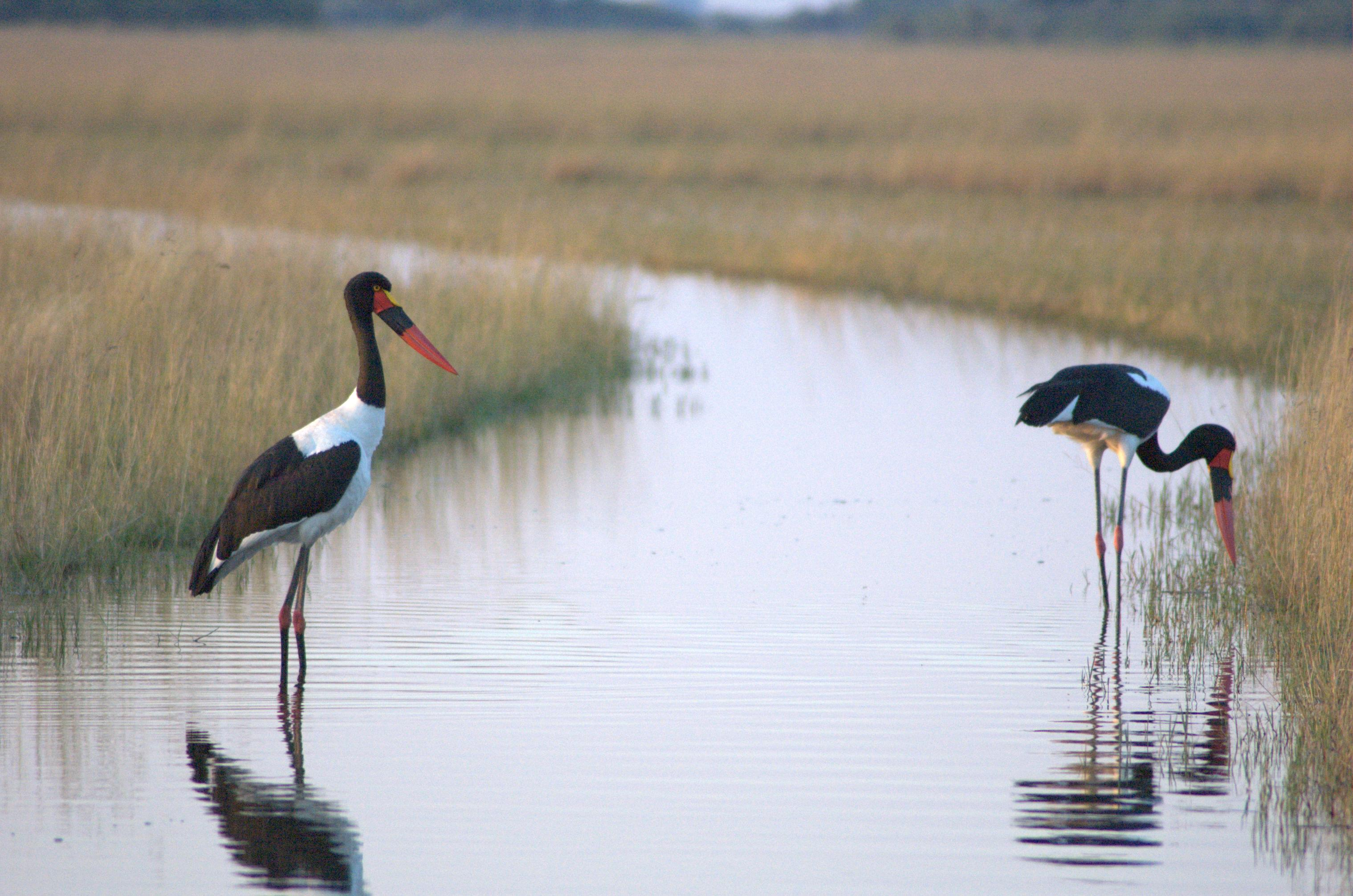
Ett par av sadelnäbbstork i Okavangodeltat i Botswana. Honan är till vänster.

Sadelnäbbsstorken är endemisk för Afrika där den har en vida spridd utbredning söder om Sahara, dock inte i södra Afrika och inte heller i ett område i östra Afrika kring Afrikas horn.
Fågeln är en av två kända arter i släktet Ephippiorhynchus. Den andra är svarthalsad stork (Ephippiorhynchus asiaticus), som lever i Sydostasien och Oceanien. Trots att sadelnäbbsstork ibland kallas afrikansk jabiru har den ingen nära släktskap med jabirustork.

## Ekologi

### Häckning
Sadelnäbbsstorken häckar i våtmarker i skogsområden. Den bildar inga häckningskolonier och ses oftast i par eller enstaka ensamma individer. Fågeln bygger ett stort och djupt bo av kvistar och grenar i ett träd. Där lägger den en eller två vita ägg som ruvas i 30 till 35 dagar. Ungarna är flygga efter 70 till 100 dagar. 

### Föda
Liksom de flesta av sina släktingar lever sadelnäbbsstorken av fisk, grodor och krabbor, men även småfåglar och reptiler. Ungarna följer föräldrarna nära och lär sig jakttekniken genom att iaktta och härma de vuxna fåglarna när de hugger fiskar eller groddjur.

## Status och hot
Arten har ett stort utbredningsområde, men är fåtalig och tros minska i antal, dock inte tillräckligt kraftigt för att den ska betraktas som hotad. IUCN kategoriserar därför arten som livskraftig (LC). Världspopulationen uppskattas till mellan 1.000 och 25.000 individer.